# Omloop Het Volk 1959
L'Omloop Het Volk 1959, quindicesima edizione della corsa, si svolse il 5 aprile 1959 su un percorso di 210 km, con partenza ed arrivo a Gand. Fu vinto dall'irlandese Seamus Elliott davanti al belga Fred De Bruyne e all'olandese Theo Dingens. Per la prima volta nella storia della competizione la corsa non fu vinta da un corridore belga.

## Ordine d'arrivo (Top 10)
| Pos. | Corridore            | Squadra       | Tempo    |
| ---- | -------------------- | ------------- | -------- |
| 1    | Seamus Elliott       | Selez. mista  | 5h15'34" |
| 2    | Fred De Bruyne       | Belgio        | a 10"    |
| 3    | Theo Dingens         | Libertas      | a 12"    |
| 4    | Piet van Est         | Paesi Bassi   | s.t.     |
| 5    | Leon Vandaele        | Flandria      | a 17"    |
| 6    | Martin Van Geneugden | Belgio        | s.t.     |
| 7    | Maurice Meuleman     | Peugeot-BP    | s.t.     |
| 8    | Arthur Decabooter    | Groene Leeuw  | s.t.     |
| 9    | Marcel Rijckaert     | Ghigi-Ganna   | s.t.     |
| 10   | Joop Captein         | Radium-R.I.H. | s.t.     |